# Tenori

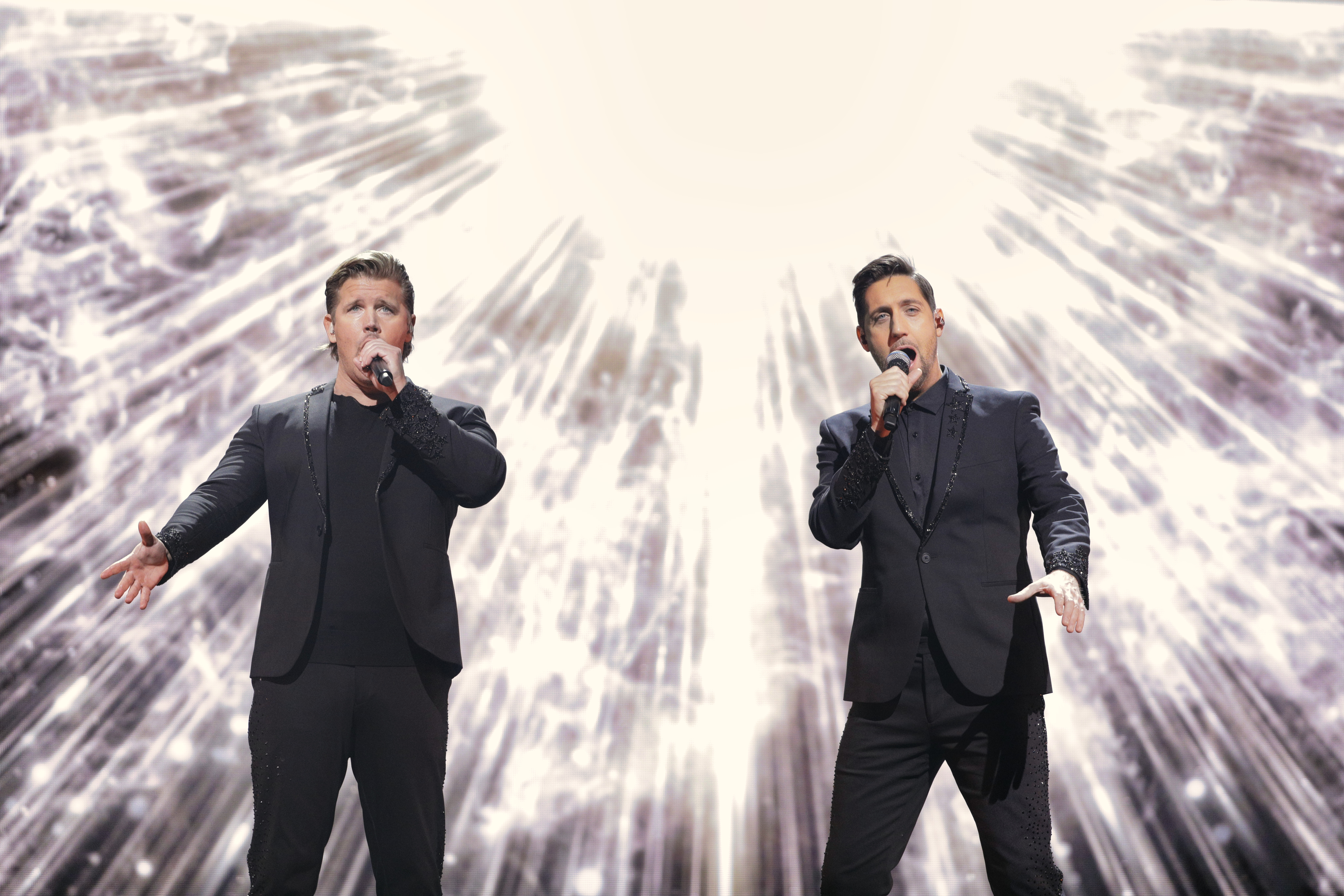
Tenori - Kalle Leander + Alexander Grove - Melodifestivalen '22 deltävling 4.

Tenori (italienska för "tenorer") är en tenorgrupp bestående av tenoren och producenten Alexander Grove ackompanjerad av gästtenorer från Storbritannien, Sverige och utomlands. Medlemmarna är utbildade opera och musikteater tenorer. Deras musik är opera, musikal och crossover.

## Bakgrund
Gruppen började i Storbritannien 2003 som en grupp med tre tenorer under namnet Tenori med Grove, Jon Cristos och John Marsden. Idén uppkom under deras studietid som klassiska sångare på The Royal Northern College of Music i Manchester där de hittade en gemensam nämnare, att alla tre mist sina fäder tidigt på grund av kronisk sjukdom. Under studietiden i Manchester träffade de Perry Hughes, som var agent för den engelska tenoren Russell Watson och började spela in sånger för Sony Music. Debuten skedde med en turné i Storbritannien som lyfte Tenoris mål att öka medvetenheten för de tre välgörenhetsorganisationerna Cancer Research UK, British Heart Foundation och Kidney Research. Cristos bestämde sig för att gå solo och lämnade gruppen. Marsden bestämde sig för att göra detsamma snart efter och i 2006 fortsatte Grove med kollegor från de stora operahusen i Storbritannien och West End. Från 2006 till 2016 uppträdde Tenori i bl.a. Malta, Turkiet, Spanien, Italien, Kroatien och Brasilien.

## Sverige
Tenori kom till Sverige 2010 och höll provsjungningar i Göteborg och Stockholm. Den svenske tenoren Ulric Björklund valdes in i gruppen och debuterade med Grove och den brittiska tenoren James Edwards i en TV-sänd konsert i Cadogan Hall i London för att stödja välgörenhetsorganisationen "Genius for Genes". Två år senare, efter flera konserter i Storbritannien, Sverige och de karibiska öarna, lämnade Edwards gruppen att gå solo. 2016 träffade Grove den svenske tenoren Kalle Leander i Danmark på Den Jyske Opera. Senare samma år tillkom tenoren Andreas Backlund och med Groves produktionsbolag Vocalizzi Productions började de producera konserter i Västra Götaland och Skåne. Under 2018 producerade de scenshowen "Från West End till..." som spelades på bl.a Stora Teatern i Göteborg, Växjö konserthus och Helsingborgs konserthus. Förutom Grove och Leander medverkade gästartisterna Mike Sterling, Anna Werner, Micaela Sjöstedt och Johan Stengård. Strax därefter turnerade de i Sverige med två produktioner - "Jul med Tenori" och "En Kväll med..." med Grove, Leander och Björklund med gästerna Jenny Silver och Anna Bromée. Senare samma år bjöds Tenori in till att öppna Kulturhuset Spiras konsertsäsong i en galakonsert med Jönköpings Sinfonietta. Mellan 2016 och 2018 medverkade Grove i Malmö Operas Nyårsgala med Marianne Mörck, och i Rickard Söderbergs "Teaterhotellet" och "En Nunna För Mycket" på Ystads Teater med Mörck och Sven Melander. Det ledde till samarbetet med Mörck i konsertturnén "Tenori med Marianne Mörck". Grove, Leander och Mörck gästade Bingolotto på TV4. Efter föreställningar på Lorensbergsteatern och Helsingborgs konserthus fick resterande turnédatum ställas in på grund av pandemin. Under pandemin spelade Tenori in låtar med Mariette Hansson som hade ett intresse i crossovergenren och de inledde samarbete med Universal Music.

## Melodifestivalen 2022

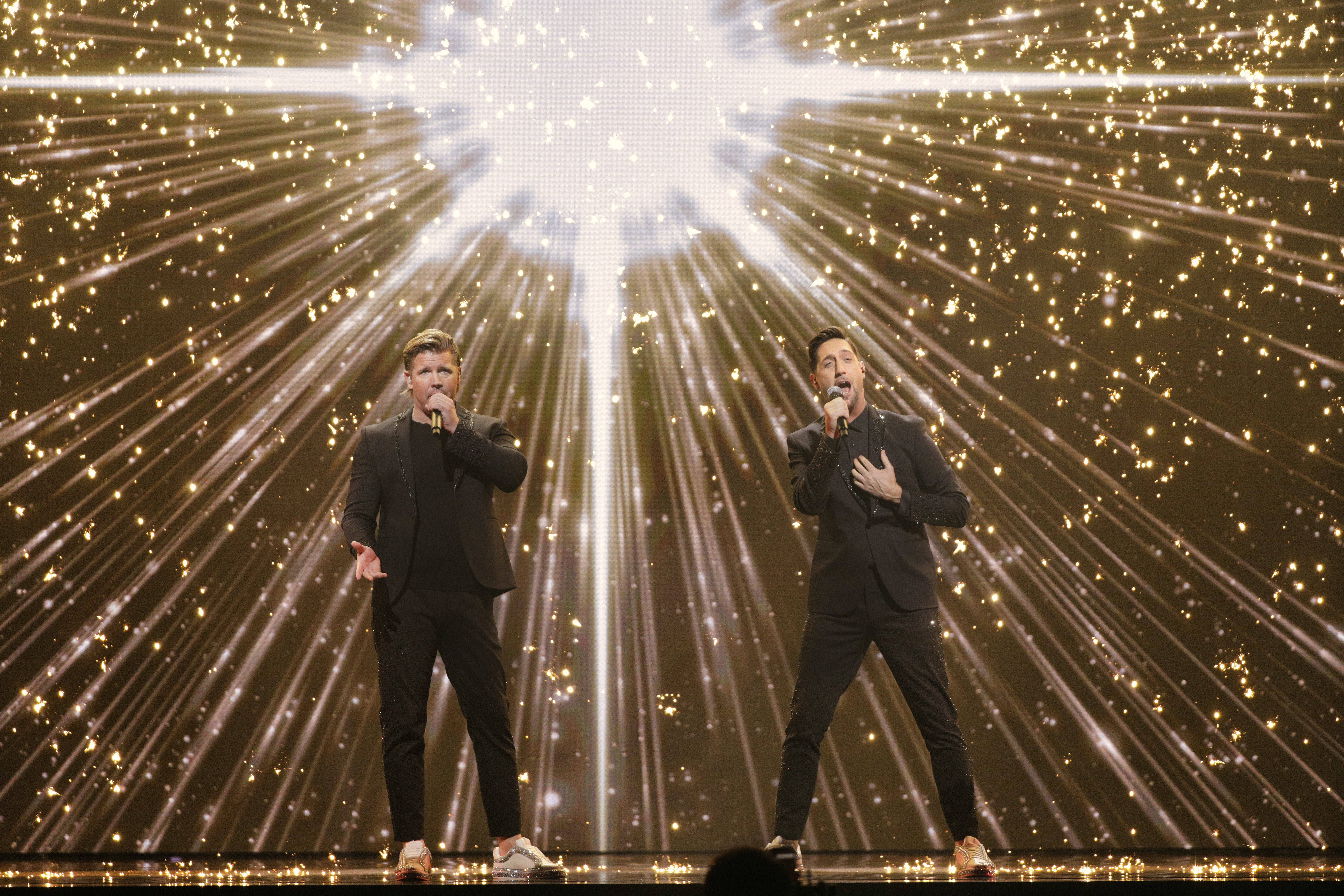
Leander + Grove I deltävling 4 av Melodifestivalen '22

2022 träffade Grove och Leander låtskrivaren Bobby Ljunggren. Tillsammans med producenten Dan Sundquist, låtskrivaren Marcos Ubeda och textförfattaren Kristian Lagerström spelade de in låten "La Stella"”. De tävlade i Melodifestivalen 2022, i deltävling 4, som en duo. Bidraget gick inte vidare.
2022 lämnade Leander gruppen. Därefter bestämde de att ställa in turnén "Tenori möter Loa Falkman".  Davis Lind, en opera tenor med ett förflutet i rockgenren, blev den senaste medlemmen att ingå i Tenori. Grove och Davis Lind samarbetade med låtskrivaren Fredrik Kempe och producenten Sundquist i nya låtar. 2023 samarbetade Grove och Davis Lind med producent Chris Rehn, Boxroom Studios och låtskrivaren Bobby Ljunggren i nya låtar.